# Raees
Su nombre es Raees (Raees; en español: Ricos) es una película india de acción y suspense dirigida por Rahul Dholakia y producida por Farhan Akhtar, Ritesh Sidhwani y Gauri Khan bajo las banderas de Excel Entertainment y Red Chillies Entertainment. La película está protagonizada por Shah Rukh Khan y Nawazuddin Siddiqui en papeles principales. Mahira Khan interpreta el papel principal femenino. Esto marca el debut de la actriz paquistaní en Bollywood.

## Sinopsis
Ambientada en 1980 en Gujarat, la película cuenta la historia de un contrabandista cuyo negocio se frustró por un policía duro.  

## Reparto
- Shah Rukh Khan
- Mahira Khan
- Farhan Akhtar
- Nawazuddin Siddiqui
- Abdul Ahad Asif

## Producción
Rodaje y desarrollo

## Rodaje
La fotografía principal de Raees comenzó en abril de 2015.

## Estreno
La película fue estrenada el 25 de enero de 2017.